# 고호조씨
고호조씨(일본어: 後北条氏, 구자체：後北條氏)는 무가 및 화족이었던 일본의 씨족이다. 본래의 씨명은 "호조(北条)"였으나, 가마쿠라 막부의 집권을 맡았던 호조씨와 구별하기 위해 "고(後)"를 붙여 "고호조씨(後北条氏)"라고 부른다. 사가미국 오다와라의 지명에서 따와 "오다와라 호조씨(小田原北条氏)", "사가미 호조씨(相模北条氏)"라고도 불린다.
호조 소운을 시조로 하며, 센고쿠 시대에 센고쿠 다이묘로서 간토 지방을 널리 지배했으나, 1590년 도요토미 히데요시의 오다와라 정벌로 멸망하였다. 다만, 분가인 호조 우지노리의 자손이 살아남아 에도 시대에는 사야마 번주 가문으로, 메이지 유신 이후에는 자작가가 되었다. 본성은 헤이시(平氏)였고 가계는 무가의 간무 헤이시 이세씨에 속한다. 센고쿠 시대에 비추 이세씨에서 나와 스루가국의 수호인 이마가와 우지치카를 보좌하며 이즈의 호조 지역에 깃발을 세운 호조 소운을 시조로 하고, 2대 우지쓰나(氏綱)부터 사가미국 오다와라성을 본거지로 삼아 5대에 걸쳐 관동 팔주에서 센고쿠 다이묘로서 위세를 떨쳤다.
호조라는 이름을 사용한 것은 2대 우지쓰나 때부터로, 엄밀히 따지면 4대밖에 이어지지 않았다고도 할 수 있으나, 사야마 호조씨의 간에이의 제보에서도 초대는 이세 나가우지(伊勢長氏)로 여겨졌고, 같은 시기(간에이 18년)에 간행된 미우라 조신의 '호조 고다이키(北条五代記)'의 '호조 소운'이 유포되면서, 소운을 포함하여 5대가 이어진 것으로 간주되었다.
소운 때 사가미 미우라씨를 멸망시키고, 3대 우지야스 때 오기가쓰 우에스기씨를 멸망시키며 주변 여러 지역을 굴복시켰다. 5대 우지나오 때 오다 정권에 신종하려 했으나, 혼노지의 변 이후, 기타 간토에서의 항쟁을 계속하며 도요토미 정권과 대립하였고, 덴쇼 18년(1590년), 히데요시의 오다와라 정벌로 인해 센고쿠 다이묘의 지위를 잃었다. 그러나 분가인 우지노리와 그의 아들 우지모리가 히데요시로부터 시모츠케국과 가와치국 내에 지행을 받았고, 에도 시대에도 가와치국 사야마 번 1만 석을 다스리는 도자마 다이묘로 존속하였으며, 메이지 유신 이후에는 화족이 되어, 메이지 17년(1884년)의 화족령 시행 후 자작가에 올랐다.